# استئوسپرموم
اُستِئوسپرموم (نام علمی: Osteospermum) تیره‌ای از گیاهان گلدار است که زیرمجموعه گل آفتابگردان محسوب می‌شود.

## نگارخانه

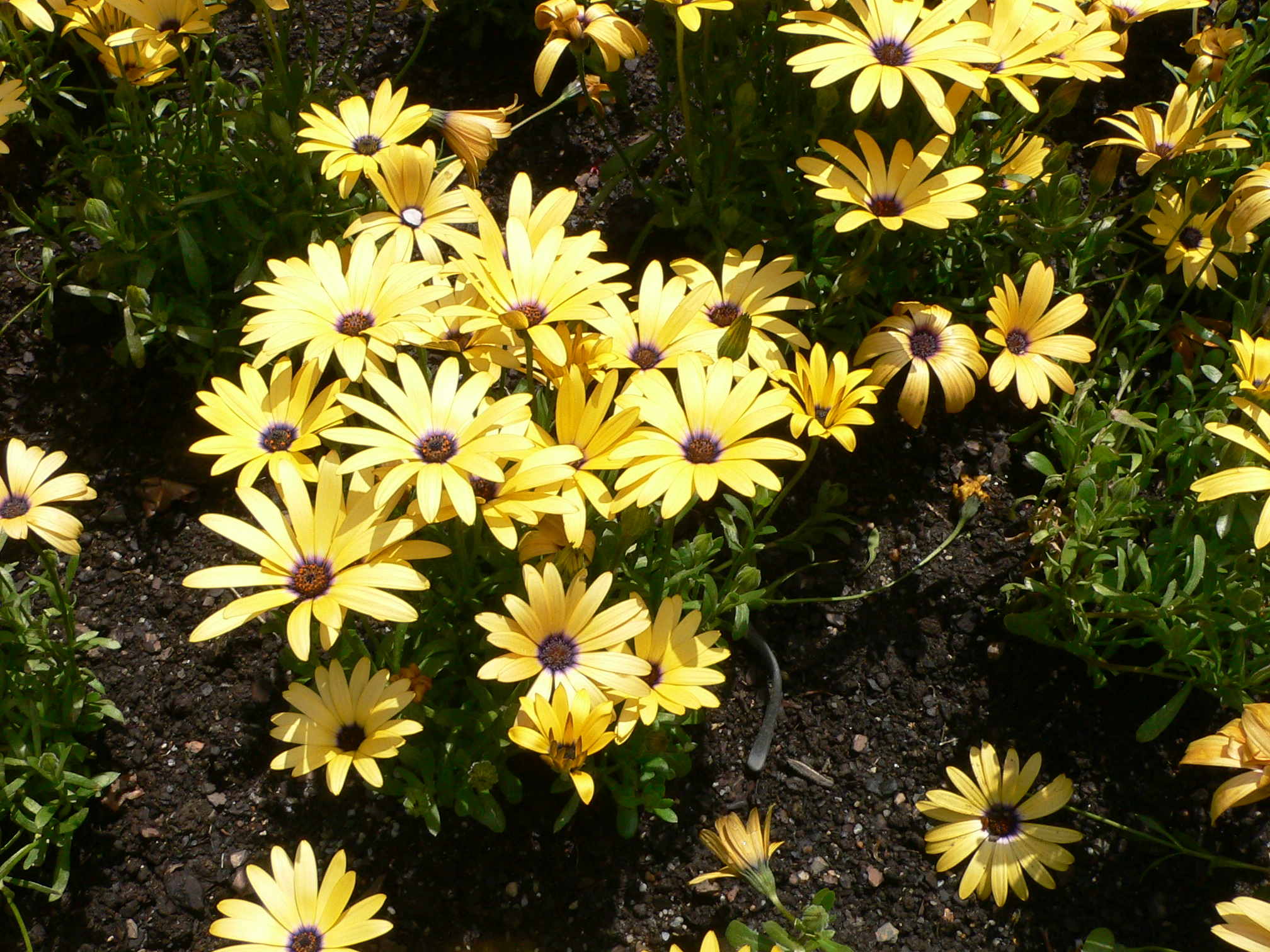
Osteospermum×Dimorphotheca "Lemon Symphony" (an annual رقم (کشاورزی))
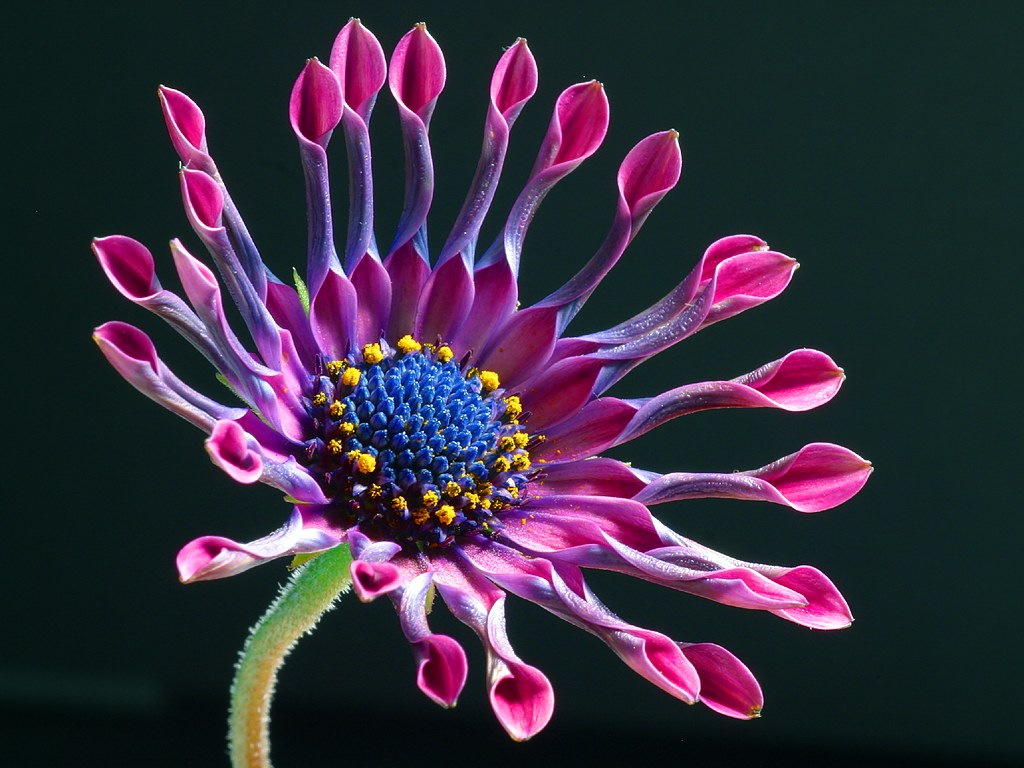
Osteospermum "Pink Whirls", a cultivar
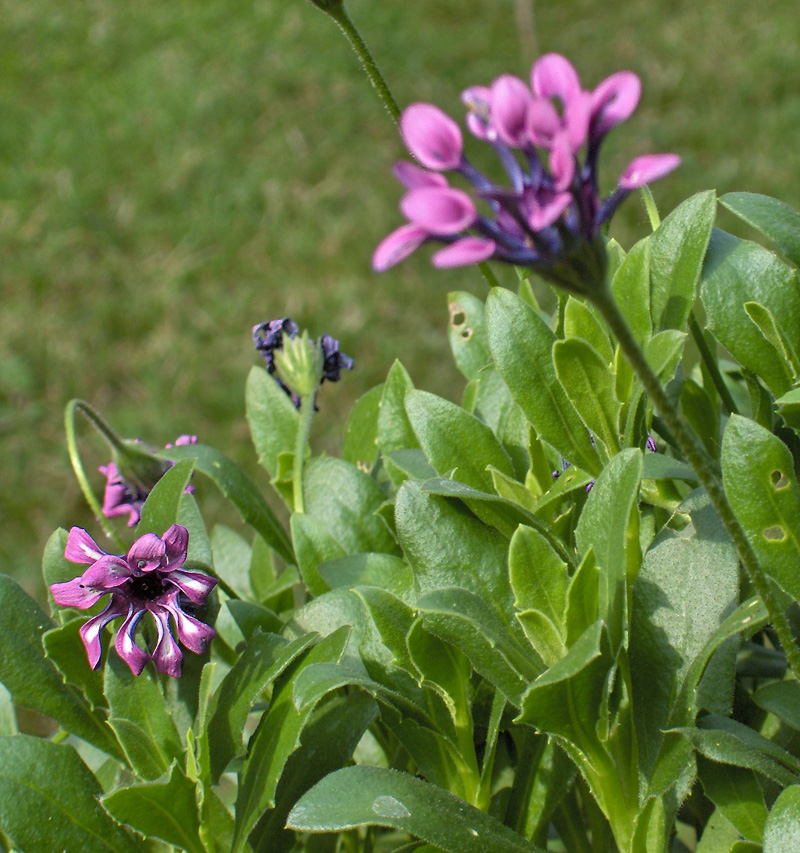
Pink Whirls"—close-up
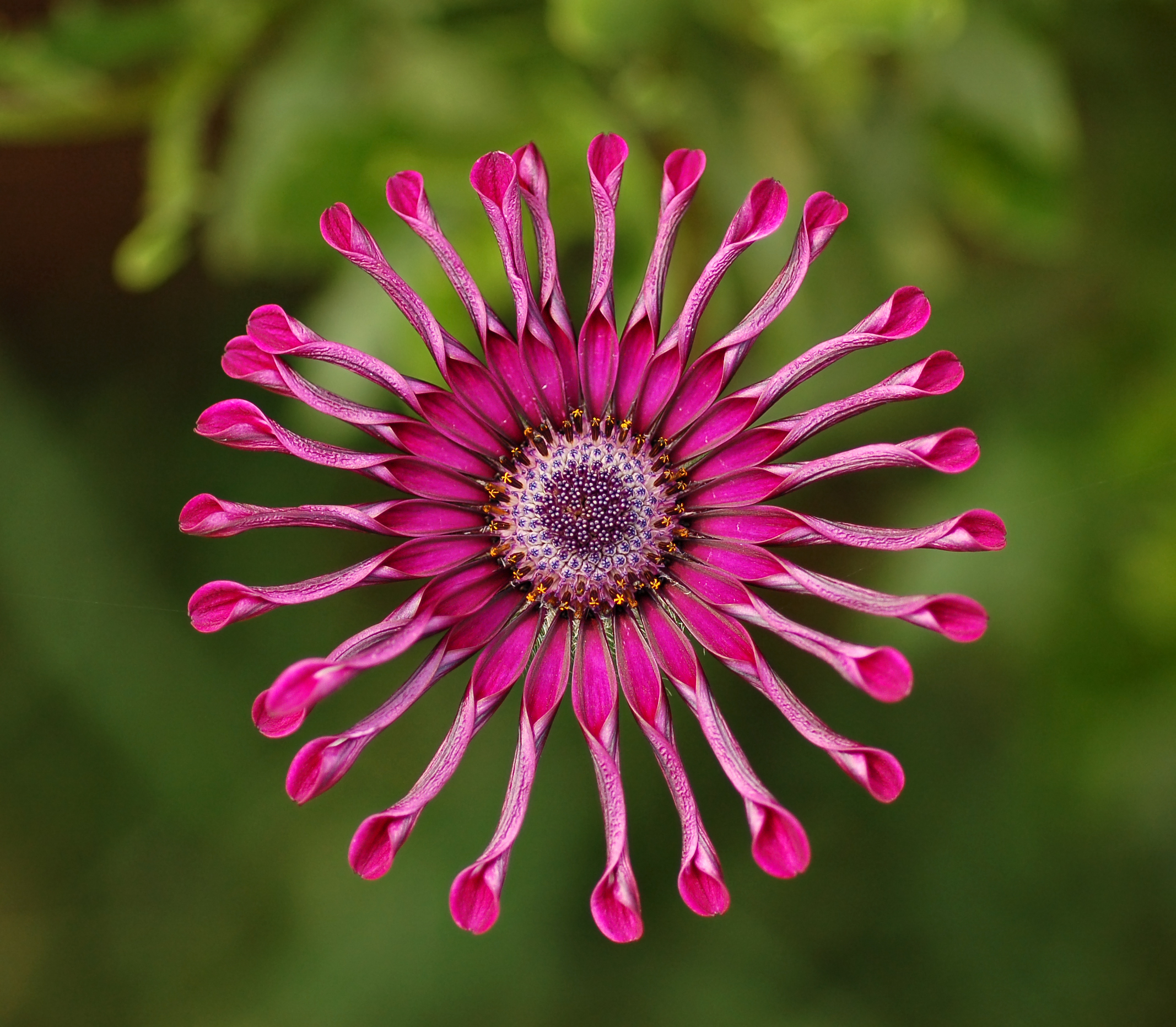
گل استئوسپرموم
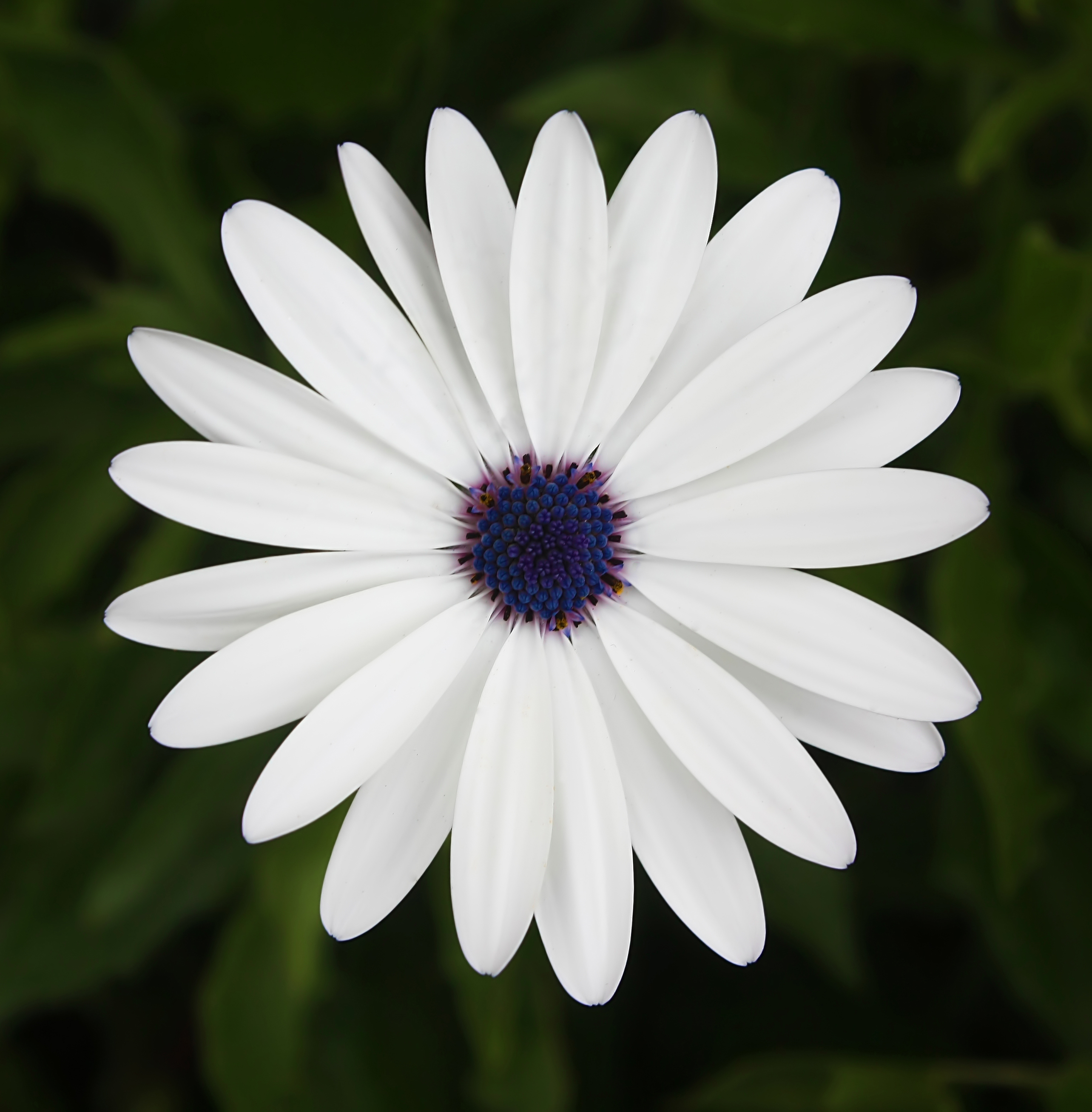
گل استئوسپرموم آفریقایی